# Хасан Абас
Хасан Абас или Хасан Обаси (на гръцки: Πεδινό, Педино, катаревуса: Πεδινόν, Пединон, до 1927 година Χασάν Όμπαση, Хасан Обаси) е село в Егейска Македония, Гърция, дем Кукуш, област Централна Македония с 1117 жители (2001).

## География
Селото е разположено южно от Кукуш (Килкис), в Солунското поле.

## История
На голям трапецовиден хълм край селото на отбивката на стария път Солун – Кукуш за Хасан Абас, на който е изграден язовир, е открито праисторическо селище, обявено в 1986 и 1996 година за защитен паметник.

### В Османската империя
В XIX век Хасан Абас е турско село в каза Аврет Хисар (Кукуш) на Османската империя. В „Етнография на вилаетите Адрианопол, Монастир и Салоника“, издадена в Константинопол в 1878 година и отразяваща статистиката на населението от 1873 година, Асан абас (Assan-Abasse) е посочено като селище в каза Аврет Хисар (Кукуш) с 35 домакинства, като жителите му са 113 мюсюлмани. Според статистиката на Васил Кънчов („Македония. Етнография и статистика“) в 1900 година селото има 150 жители, всички турци мюсюлмани.

### В Гърция
След Междусъюзническата война в 1913 година селото попада в Гърция. Част от населението му се изселва и на негово място са настанени гърци бежанци. В 1928 година селото е чисто бежанско със 192 бежански семейства и 123 жители бежанци. В 1927 година името на селото е променено на Пединон.
| Име        | Име           | Ново име   | Ново име   | Описание                     |
| ---------- | ------------- | ---------- | ---------- | ---------------------------- |
| Асакли Ялу | Άσικλή Γιαλού | Левендис   | Λεβέντης   | местност на СЗ от Хасан Абас |
| Кайнаци    | Καϊνάκια      | Микропигес | Μικροπηγές | река на СЗ от Хасан Абас     |
| Курия      | Κουρί         | Дасаки     | Δασάκι     | местност на СЗ от Хасан Абас |